# Richard Hambleton
Richard Hambleton   (Vancouver, 23 de juny de 1952 - Manhattan, 29 d'octubre de 2017) va ser un artista canadenc conegut pel seu treball com a artista de carrer. Va ser un membre supervivent del grup que va sorgir de l'escena artística de la ciutat de Nova York durant l'auge del mercat de l'art de la dècada del 1980, que també incloïa Keith Haring i Jean-Michel Basquiat. Tot i que sovint s'associava amb l'art del grafit, Hambleton es considerava un artista conceptual que feia tant obres d'art públic com per a galeries d'art.

## Biografia
Hambleton es va graduar a Universitat d'Art i Disseny Emily Carr de Vancouver el 1975. Simultàniament, va fundar i es va convertir en codirector de la galeria Pumps Center for Alternative Art, on va fer la seva primera exposició individual el 1976.
La primera mostra d'art públic de Hambleton va ser Image Mass Murder. De 1976 a 1978, va pintar siluetes policials al voltant dels cossos de «víctimes d'homicidi» voluntàries. A continuació, va esquitxar una mica de pintura roja al contorn, produint una escena del crim d'aspecte realista. Aquestes escenes es van fer als carrers de 15 ciutats importants del Nord-amèrica amb l'efecte de sorprendre o impactar els transeünts.
El 1979 Hambleton es va traslladar definitivament al Lower East Side de Nova York. Va ser a Nova York on va guanyar notorietat per les seves pintures Shadowman de principis dels anys 1980: siluetes a escala humana d'una persona misteriosa a mode de «figura d'ombra esquitxada». Aquestes «pintures d'ombres» van ser realitzades amb pintura negra a diferents edificis, parets i carrerons. Hambleton va ampliar més tard l'abast del seu projecte i va pintar aquests Shadowman a altres ciutats, com ara París, Londres i Roma, i el 1984 va pintar 17 figures al costat est del mur de Berlín, tornant l'any següent per a pintar més figures al costat oest del mur. El 1983, va col·laborar amb Malcolm McLaren i Vivienne Westwood per a crear una faldilla Shadowman.
Després del seu art públic, Hambleton va produir una variació de la seva obra mostrant el seu Shadowman com una mena «vaquer de rodeo» muntat a cavall. Aquesta sèrie va ser pintada sobre tela i altres materials que es podien exposar com a obres d'art. Inspirat pels anuncis de Marlboro, que explotaven la imatge de l'«heroi americà» únic per a vendre cigarretes, Hambleton es va apropiar i modificar la imatge per a crear una nova sèrie d'obres.
A principis de la dècada del 1990, Hambleton va retirar-se de l'escena artística quan molts dels seus amics i col·laboradors, entre ells Jean-Michel Basquiat i Keith Haring, havien mort. Hambleton «es va cansar del negoci de l'art» i el seu impacte en la llibertat artística. El 2007, es va produir una exposició individual de les Beautiful Paintings a la Woodward Gallery de Nova York. Hambleton va afirmar que aquesta obra va ser una reacció contra l'abundància de pintura figurativa que es mostrava a les galeries de l'època, a la qual va optar per no incloure la seva obra figurativa: «amb una sensibilitat diferent», del seu treball anterior.
Durant la seva carrera, les obres de Hambleton s'han mostrat internacionalment i va ser inclòs a la Biennal de Venècia el 1984 i el 1988. Entre les exposicions col·lectives de 1984, va participar en Arte di Frontiera: New York Graffiti, una exposició visitada per milers d'espectadors que va recórrer tres ciutats italianes començant per la Galleria Comunale d'Arte Moderna de Bolonya, i després a l'Arengario del Duomo de Milà i al Palazzo delle Esposizioni de Roma.
En el sopar benèfic anual de la Fundació Americana per la Investigació sobre la Sida de 2010, celebrat en el marc del 63è Festival Internacional de Cinema de Canes, es van subhastar dos quadres de Hambleton per un total de 920.000 dòlars per ajudar a recaptar fons per a la investigació de la sida.
Shadowman, una pel·lícula sobre Hambleton del director Oren Jacoby, es va estrenar al Festival de Cinema de Tribeca el 21 d'abril de 2017. La pel·lícula cobreix el seu meteòric ascens a l'èxit a l'escena artística de Nova York, així com la seva l'addicció a l'heroïna.